# Путаница (мультфильм, 1982)
«Путаница» — советский мультфильм для детей по одноимённой сказке К. И. Чуковского. Снят на студии Киевнаучфильм. Режиссёр Ирина Гурвич. Текст от автора, согласно титрам, читает К. И. Чуковский (использована сохранившаяся фонограмма).

## Сюжет
На зелёной полянке с озером заяц-дирижёр репетирует с хором, в котором поют котята, лисички, медвежата, лягушата и другие зверята — каждой твари по паре. Из озера-моря за ними наблюдают кит и ерши. Заяц строг и заставляет много раз повторять один и тот же фрагмент где каждый зверёныш поет своим голосом. Попутно заяц выправляет неправильно стоящих — подбородок выше, пятки вместе, носки врозь.
Зверятам надоедает, они срывают репетицию, начинают петь чужими голосами и выполнять несвойственные им действия. Заяц пытается их усмирить, но лисички поджигают озеро-море. Все дружно бросаются его тушить. Прилетевшая бабочка тушит пожар и обрадованные звери возвращаются к своим голосам и построившись «в паровозик» уходят за холм, напевая песенку. Заяц остаётся в недоумении, но пробует помычать коровой и тоже присоединяется к компании.